# Donibane Garazi
Saint-Jean-Pied-de-Port (službeno francusko ime) ili  Donibane Garazi (baskijsko ime) je općina u Atlantskim Pirenejima na jugozapadu Francuske. Grad je prijestolnica tradicionalne baskijske pokrajine Donja Navara.  Ujedno je i polazna točka za francuski put sv. Jakova.

## Zemljopis
Grad leži na rijeci Nive (baskijski:Errobi),  8 km od španjolske granice,  i to je vodeći grad regije Cize (Garazi  na baskijskom).  U osnovi se sastoji od jedne glavne ulice okružene pješčanima zidovima.

## Susjedne općine
- Saint-Jean-le-Vieux (baskijski:Donazaharre )
- Ossès (baskijski:Ortzaize )
- Saint-Étienne-de-Baïgorry (baskijski: Baigorri )
- Estérençuby (baskijski:Ezterenzubi)
- Luzaide/Valcarlos (Navara, Španjolska)

## Povijest
Izvorni grad kod obližnjeg Saint-Jean-le-Vieux (baskijski:Donazaharre )  su godine 1177. nakon opsade trupe Rikarda Lavljeg Srca sravnile sa zemljom. Kraljevi Navare su ubrzo nakon toga ponovno utemeljili grad na današnjem mjestu.
Grad je nakon toga postao grad Kraljevine Navare, i sjedište šerifa okruga Donje Navare četvrti ( "Merindada" Ultra Puertos ili Deça-Ports).  Zaglavio je toj kategoriji do doba španjolskog osvajanja (1512. – 1528.), kada je kralj Henrik II.  odlučio prenijeti sjedište kraljevske institucije u Saint Palais (Donapaleu) iz sigurnosnih razloga.
Grad je tradicionalno bio važna točka na Putu sv. Jakova, hodočašća u Santiago de Compostela, jer stoji u podnožju prijevoja Roncevaux kroz Pirineje. Pied-de-Port znači 'podno prijevoja'  na pirenejskom francuskom. Rute iz Pariza, Vézelaya i Le Puy-en-Velay sastaju se u Saint-Jean-Pied-de-Port i to je bila posljednja postaja hodočasnika prije teškog planinskog prijelaza.
Godine 1998., Porte St-Jacques (gradska vrata)  su dodana na UNESCOv popis Svjetske baštine kao mjesto duž puta sv. Jakova u Francuskoj.

## Glavne znamenitosti
Kamena rue de la Citadelle vodi niz brdo i preko rijeke od Porte St-Jacques iz petnaestog stoljeća do Porte d'Espagne preko mosta. S mosta se mogu vidjeti stare kuća s balkonima s pogledom na rijeku Nive. Mnoge zgrade su jako stare, ružičaste i građene od sivog škriljavca, i zadržavaju posebnosti, uključujući natpise nad svojim vratima. Jedan od njih, pekara, navodi cijenu pšenice iz 1789. godine.
Gotička crkva od crvenog škriljca 14. stoljeća, Notre-Dame-du-Bout-du-Pont, stoji uz Porte d'Espagne. Izvorno ju je sagradio kralj Navare Sancho Jaki, u spomen na Bitku kod Las Navas de Tolosa godine 1212., gdje je potkopana maurskom dominacija Španjolskom.
Iznad grada na vrhu brda je kaštel koji je preuredio Vauban u 17. stoljeću.
Izvan zidina je novi grad, s Hôtel de Ville i igralištem za pelotu.

## Gospodarstvo
Tradicionalni obrti i jela ostaju u gradu, uključujući i baskijskog cjevovod obitelji Inchauspé iz 1848. Grad je sada važan turistički centar na Pirinejima i u Francusko Baskije, i tu su trgovine, restorani i hoteli.
Baskijska kuhinja je jedna od najboljih kuhinja u okolici. St-Jean-Pied-de-Port se specijalizira u izradi fromage de brebis ili Ossau Iraty ovčjeg sira, lokalnih pastrva i pipérade,  omleta s paprikom i bajonske šunke.
Ponedjeljkom se okuplja vidi velika tržnica tržište,  s ovcama i govedima koje se dovoze u grad.  U 5h popodne, a odvija se zajednička igra golorukom pelotom igralištu. Postoji veliki sajmovi četiri puta godišnje.

## Vanjske poveznice
- službena stranica
- turistička stranica
- stranica o utvrdama  Arhivirana inačica izvorne stranice od 3. ožujka 2016. (Wayback Machine)